# Alexander Hall & Company
Die Werft Alexander Hall & Company war ein Schiffbauunternehmen in Aberdeen.

## Geschichte
Der Unternehmensgründer Alexander Hall absolvierte zunächst seine Lehrzeit bei der Werft Cochar & Gibbon und wurde später dort Partner. Im Jahr 1790 übernahm er den Betrieb komplett, führte diesen aber unter eigenem Namen fort. Die Werft baute zunächst hölzerne Segelschiffe. 1839 entstand mit dem Schoner  Scottish Maid das erste Schiff mit dem werfttypischen Aberdeen- oder Klippersteven, dessen Form das Seeverhalten und die erreichbare Geschwindigkeit verbessern sollte.
Nach dem Tod von Alexander Hall im Jahr 1849 führten seine Söhne James und William den Betrieb fort. Während James die eigentliche Betriebsführung übernahm, zeichnete William für Konstruktion und Entwurf der Schiffe verantwortlich. Die Werft machte sich in diesen Jahren einen guten Namen für ihre Klipper, die erfolgreich im Tee- und Opiumhandel eingesetzt wurden. 1846 wurde mit dem Hall's Dockyard Sick and Medical Fund eine Krankenversorgung für die Werftbeschäftigten eingeführt.
Während des Baus der Korvette Jho Sho Maru für die japanische Marine im Jahr 1868 brach ein Brand auf der Werft aus, währenddessen James Hall einem Herzanfall erlag.
1887 wurde für die Barkasse Petrel die erste Dampfmaschine auf der Werft gebaut und im Jahr darauf begann man mit dem Bau von Trawlern. In den folgenden Jahrzehnten folgten zahlreiche weitere Trawler, Küstenfrachter, Schlepper und Schwimmbagger. Alleine während des Zweiten Weltkriegs entstanden 26 Dampfschlepper im Auftrag der Admiralität. In den Jahren von 1945 bis 1957 verpasste das Unternehmen die Umstellung auf zeitgemäße Produktionsmethoden und wurde daher 1957 vom Mitbewerber Hall, Russell & Company übernommen.